# River's Edge (película de 2018)
River's Edge (リバーズ・エッジ?) es una película japonesa de 2018 dirigida por Isao Yukisada. Está basado en un manga del mismo título de Kyoko Okazaki. Se proyectó en la sección Panorama 68.º Festival Internacional de Cine de Berlín.

## Reparto
- Fumi Nikaidō Como Haruna Wakakusa
- Ryō Yoshizawa Como Ichiro Yamada
- Shuhei Uesugi Como Kannonzaki
- Sumire Chara Como Kozue Yoshikawa
- Shiori Doi Como Rumi
- Aoi Morikawa Como Kannna Tajima